# Panorpa lugubris
Panorpa lugubris is een insect uit de orde van de schorpioenvliegen (Mecoptera), familie van de schorpioenvliegen (Panorpidae). De wetenschappelijke naam van de soort is voor het eerst geldig gepubliceerd door Swederus in 1787.

## Kenmerken
Dit insect heeft een bruin lichaam en bruine vleugels met witte vlekjes. De gezwollen genitalia van de mannetjes bevinden zich in het gekromde achterlijf. De mannetjes zijn over het algemeen groter dan vrouwtjes.

## Verspreiding en leefgebied
De soort komt voor in de Verenigde Staten.